# 수도관주위회색질
수도관주위 회색질(periaqueductal gray, PAG) 또는 수관주위 회색질 또는 중심회색질(中心灰色質, central grey)은 중간뇌 수도관 주위의 회색질로 자율신경 기능, 동기적 행동 및 위협적 자극에 대한 행동 반응에 중요한 역할을 하는 뇌의 영역이다. PAG는 하강 통증 조절을 위한 주요 제어 센터이기도 하다. 이것은 통증을 억제하는 엔케팔린(enkephalin) 생성 세포를 가지고 있다. 중뇌수도주변부 회백질(periaqueductal grey area)이라고도 한다.

## 같이 보기
- 망상체 활성화 시스템
- 봉선핵
- 대뇌수도관